# 北卡羅萊納州第十四國會選區
北卡羅萊納州第十四國會選區（英語：North Carolina's 14th congressional district）是美国北卡罗来纳州於2020年人口普查之後新設立的國會選區，於2022年首次投入眾議院選舉。該選區將由北卡罗来纳州议会于2022年美國中期選舉之前完成劃分。